# Кодлафьордур
Кодлафьордур (фар. Kollafjørður) — населённый пункт, расположенный на острове Стреймой, входящем в состав Фарерского архипелага. Занимает весь северный берег одноимённого фьорда, имеющий длину 7 км. Административно относится к коммуне Торсхавн. В апреле 2023 года население Кодлафьордура составляло 814 человек.
В городе находится одна из традиционных фарерских деревянных церквей с покрытой дёрном крышей, возведённая в 1837 году.
В Кодлафьордуре проживал, умер и похоронен известный фарерский поэт Йенс Кристиан Джурхуус.